# Edmond Laguerre
Edmond Nicolas Laguerre (9 tháng 4 năm 1834 - 14 tháng 8 năm 1886) là một nhà toán học Pháp sinh ở Bar-le Đức. Công trình chính của ông trong các lĩnh vực hình học và giải tích phức. Ông cũng nghiên cứu về các đa thức trực giao. Phương pháp của ông là thuật toán tìm gốc phù hợp với đa thức.

## Tiểu sử
Edmond Laguerre khi còn nhỏ có sức khỏe kém và chính điều này đã cản trở việc học của ông. Vì thế, cha mẹ ông buộc phải chuyển ông từ Trường công này sang trường công khác, nhưng sau đó ông có thể học tại trường École Polytechnique ở Paris năm 1852 dù phải chịu đựng sự mệt mỏi mỗi ngày. Vì những vấn đề sức khỏe này mà ông chỉ được xếp hạng thứ 46 trong lớp, dù điều này hoàn toàn không phản ánh khả năng của ông.
Năm 1854, Laguerre rời trường học và nhận nhiệm vụ trở thành Sĩ quan pháo binh ở miền Đông nước Pháp. Sau đó, ông phục vụ cho quân đội trong mười năm, tuy nhiên, vào năm 1864, ông từ chức ủy ban của mình và quay trở lại Paris để làm trợ giảng tại École Polytechnique. Ông ở đó cho đến cuối đời và năm 1874 được bổ nhiệm làm giám định viên. Năm 1883, với sự giúp đỡ của Joseph Bertrand, Laguerre đã nhận được chiếc ghế chủ nhiệm vật lý toán học tại Collège de France, và được bầu làm thành viên của Viện Hàn lâm Khoa học năm 1885. Vào cuối tháng 2 năm 1886, sức khỏe liên tục kém của ông suy sụp hoàn toàn, ông trở lại Bar-le-Duc và trải qua 6 tháng cuối đời.